# Артикское туфовое месторождение

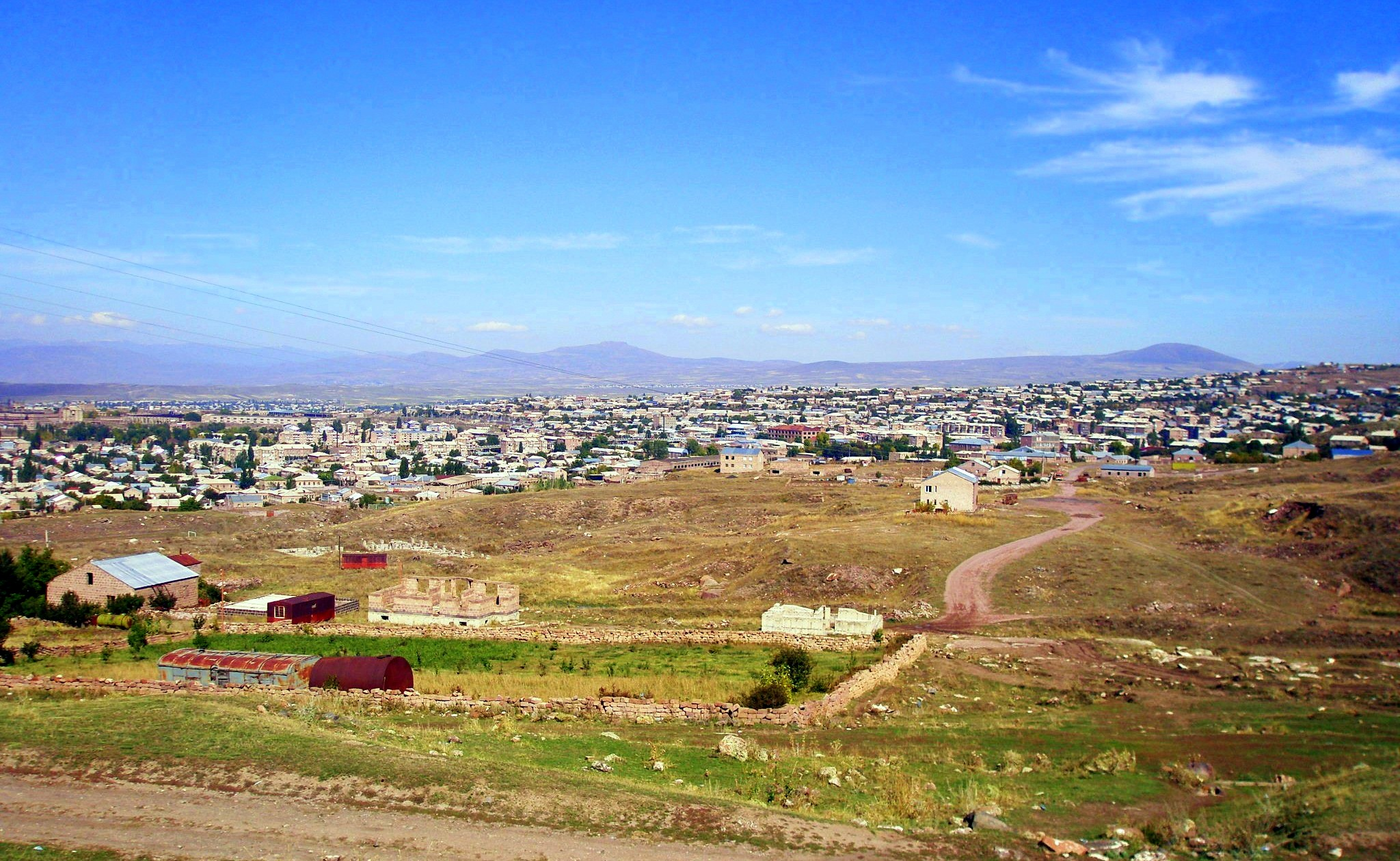
Вид на город Артик

Артикское месторождение туфа — месторождение вулканического туфа, расположенное в Армении, в городе Артик. Является самым крупным по запасам месторождением вулканического туфа на территории Армении и стран бывшего СССР. На месторождении добывается розовато-коричневый и фиолетово-розовый туф. Запасы оцениваются более чем в 250 миллионов кубических метров. Месторождение занимает площадь около 220 квадратных километров, толщина слоя туфа 6-7 метров.
Залежи туфа в Артике находится под слоем земли в несколько сантиметров.